# Chen (animal)
Chen es un género de aves anseriformes de la familia Anatidae, cuyos miembros son gansos que habitan principalmente en Norteamérica, aunque también ocupan las costas asiáticas que circundan el mar de Bering. Crían en las regiones árticas y subárticas y migran al sur y centro de Norteamérica para pasar el invierno, salvo el ánsar emperador que realiza una migración de corta distancia y pasa el invierno en las islas Aleutianas, la isla Kodiak y las costas continentales aledañas.

## Taxonomía
Tradicionalmente las especies de este género se clasificaban como un subgénero dentro del género Anser, ya que los miembros de Chen y Anser son anatómicamente muy similares. Pero los estudios genéticos mostraron que los miembros de Chen constituyen un linaje separado que ocupó Norteamérica en época relativamente reciente. 
El género está compuesto por tres especies:
- Chen caerulescens - ánsar nival;[2]
- Chen canagica - ánsar emperador.[2]
- Chen rossii - ánsar de Ross;[2]

## Descripción

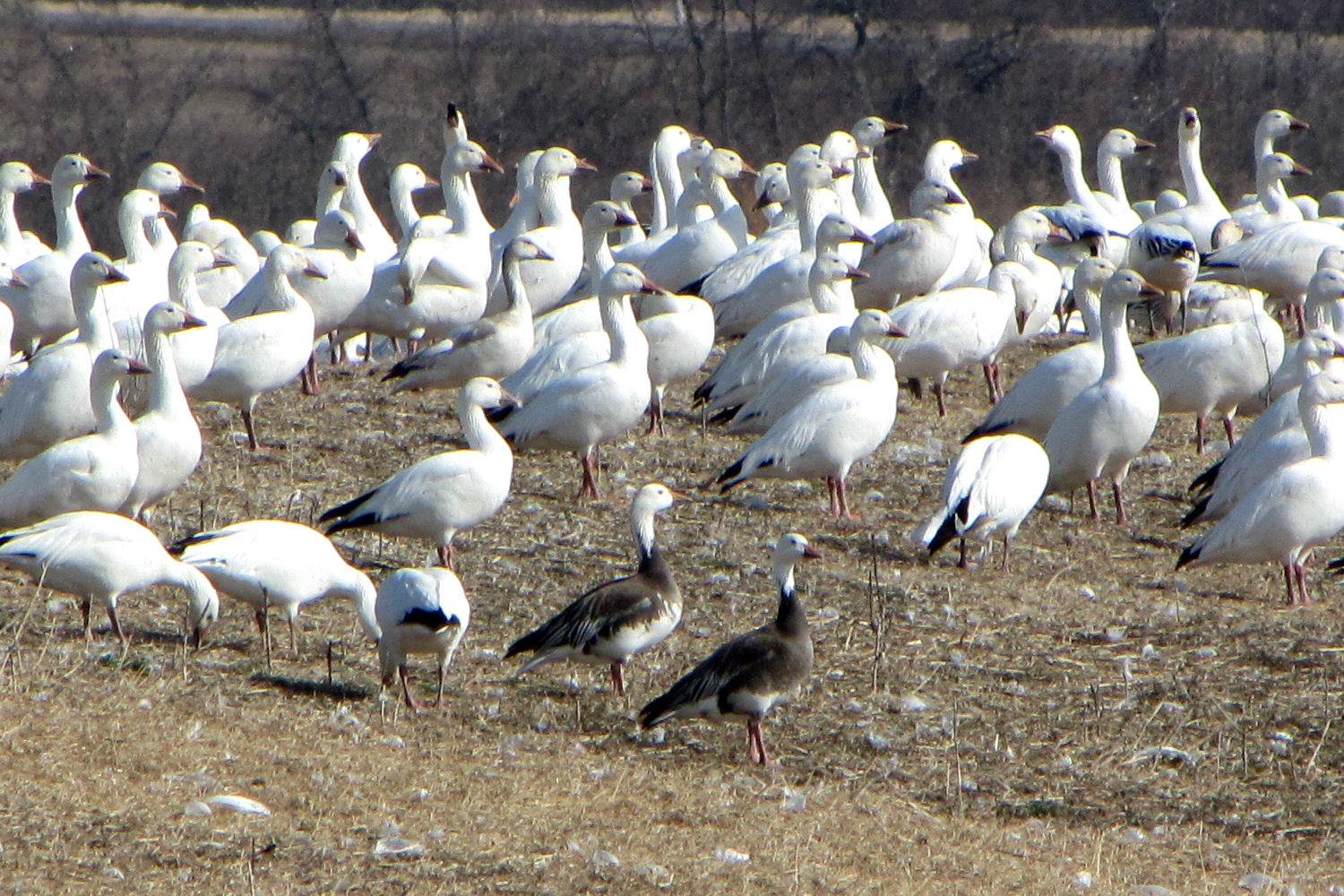
Los miembros del género pueden ser blancos o de color gris azulado.

A diferencia de los gansos del género Branta, las patas de los miembros de Chen son de tonos rojizos. El pico de la mayoría de estos gansos también es rojizo, al igual que en la mayoría de los miembros de Anser, excepto en los machos adultos del ánsar de Ross cuyo pico es negruzco azulado, con una cera granulosa. El plumaje de la cabeza siempre es blanco en los componentes de Chen, lo que les distingue del resto de gansos, aunque el del resto del cuerpo puede ser tanto blanco como gris azulado. Los gansos de Ross son blancos, los gansos emperador son de tonos grises azulados oscuros, y los gansos nivales tienen dos fases de color, una blanca y otra gris azulada. Todos los ánsares de plumaje blanco del género tienen las plumas primarias negras, lo que les diferencia de las ocas domésticas asilvestradas, además de por tener el cuello más esbelto. Por otro lado, los miembros grisáceos no tienen la zona infracaudal blanca, aunque la cola en sí lo sea, lo que hace su patrón de color único e inconfundible con el resto de gansos.